# Nero kolosszusa
Nero kolosszusa egy 30 méter magas bronz szobor volt, melyet Nero császár (Kr. u. 37–68) építtetett a Domus Aurea, a császári palota komplexum előcsarnokában, ami egy igen nagy területen feküdt a Palatinus domb északi oldalától a Viminalis dombon keresztül az Esquilinus dombig. Néró örökösei átalakíttatták a napisten, Sol szobrává. Később a szobrot áthelyezték az ókori Róma hatalmas amfiteátruma mellé, mely (feltevések szerint) a kolosszus közelsége miatt Colosseum néven vált ismertté.
A kolosszust utoljára egy iniciálékkal díszített kéziratban említik meg, mely a Kr. u. 4. század végén készülhetett. A szobor nem sokkal utána tűnt el, valószínűleg ledőlt egy földrengés következtében vagy elpusztították a római fosztogatás idején, habár néhány forrás szerint a szobor még a Kr. u. 7. században is állt. Ma a szobor egyetlen maradványa néhány olyan betontömb, amelyek egykor a márvány talapzatának alapját képezték.

## Története

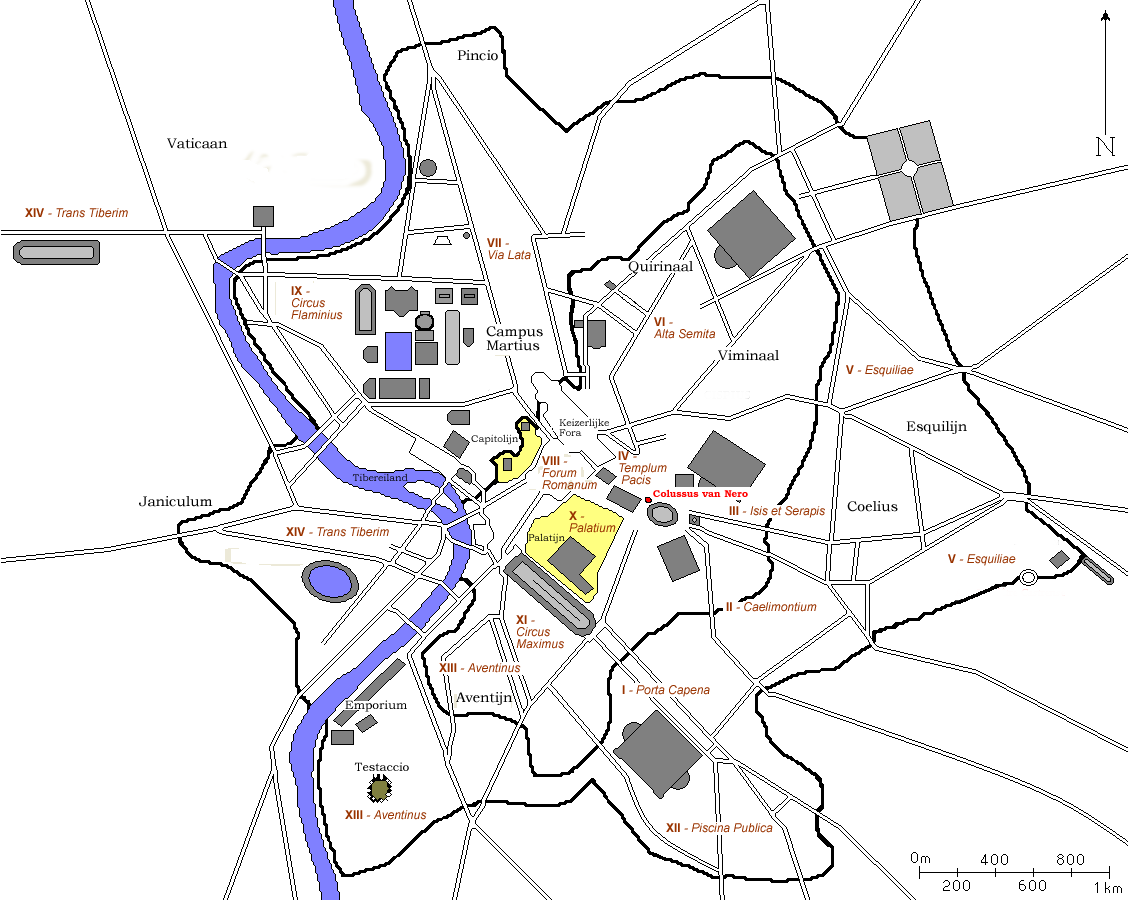
A Colossus elhelyezkedése (piros színnel a központ közelében) Róma térképén

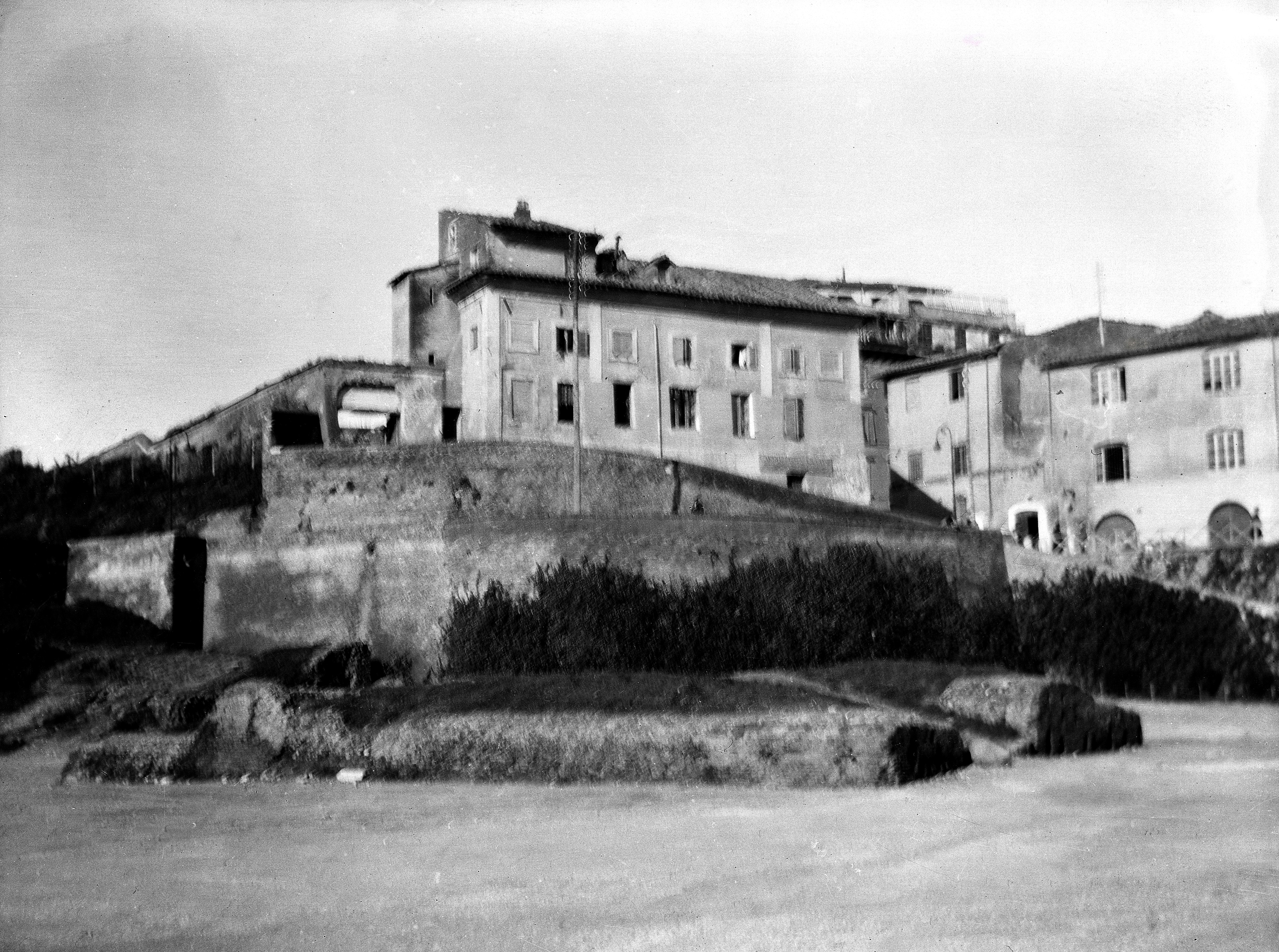
A Nero Colossus alapja a Colosseum közelében, eltávolítása előtt

A szobrot a főpalota bejárata előtt, a Via Appia végállomásánál helyezték el, a nagy csarnok előterében, amely elválasztotta a várost a magánvillától. Zenodorus görög építész tervezte a szobrot, és Kr. u. 64 és 68 között kezdte el megépítését. Az idősebb Plinius szerint a szobor magassága elérte a 106,5 római lábat (30,3 méter (99 láb)), bár más források szerint 37 méter (121 láb) magas volt.

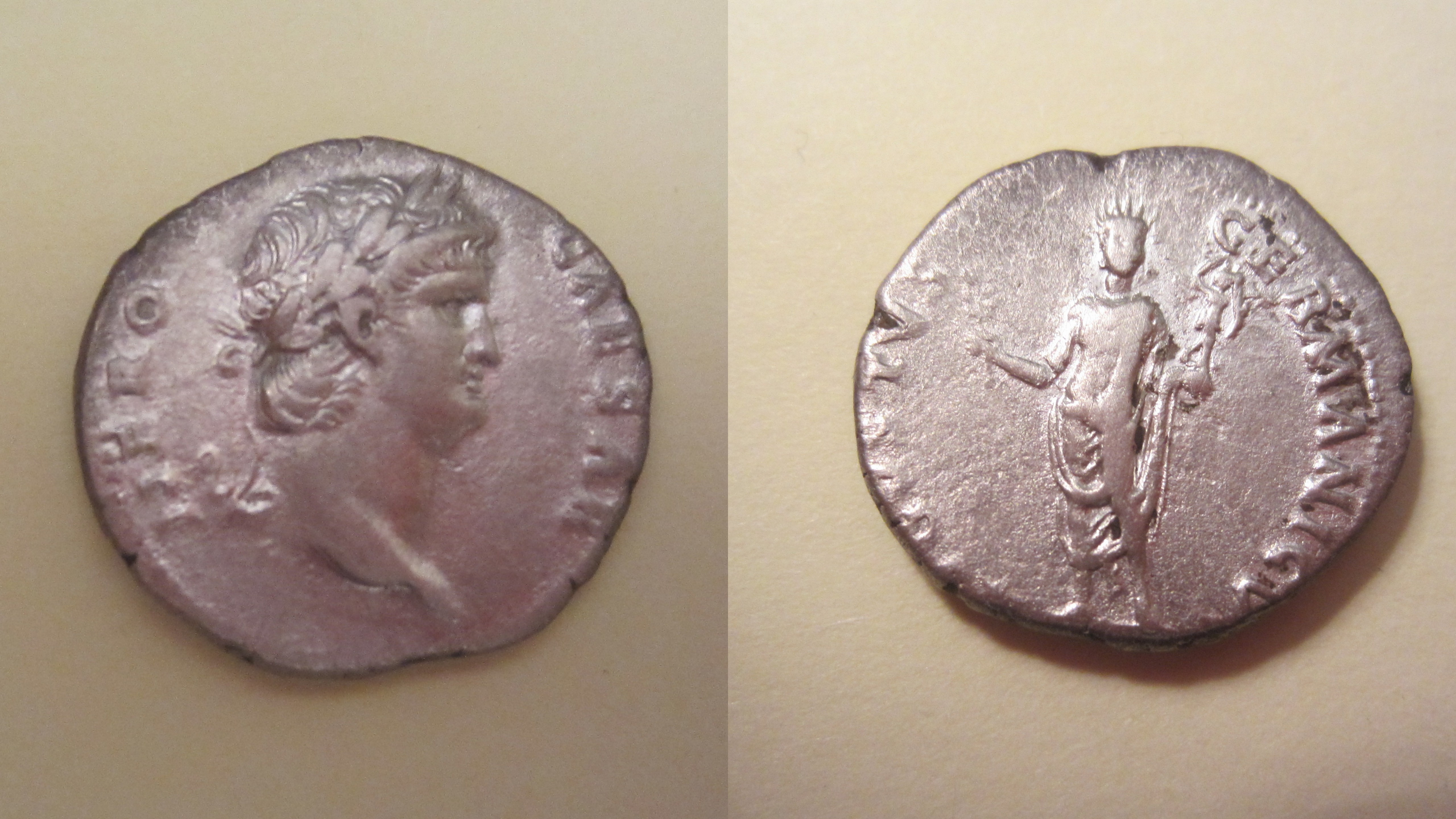
Néró császár érme, bemutatva a Kolosszust

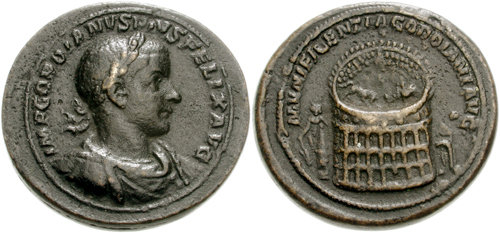
Gordianus III medál, amelyen az MVNIFICENTIA GORDIANI AVG látható, a Colosseumban elefánttal küzdő bika, felülről nézve; Néró kolosszusa és a Meta Sudans, valamint a Vénusz és Róma temploma, vagy a Ludus Magnus mindkét oldalon.

Röviddel Nero 68-ban bekövetkezett halála után Vespasianus császár napsugár-koronát tetetett rá és Colossus Solis-nak nevezte át, a római napisten Sol istene után. 128 körül Hadrianus császár elrendelte, hogy a szobrot a Domus Aurea-tól helyezzék át a Colosseum (Amphitheatrum Flavianum) mellé, attól északnyugatra, hogy helyet teremtsen a Vénusz és Róma temploma számára. Decrianus építész helyezte át a szobrot 24 elefánt segítségével. Commodus császár lecseréltette a szobor fejét, hogy saját magát ábrázolja, mint Herkules, de halála után helyreállították, és így maradt.

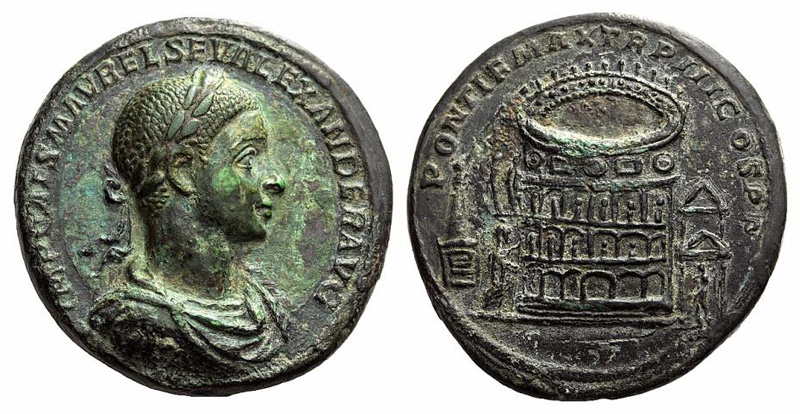
IMP CAES M AVREL SEV ALEXANDER AVG Díjazott és Severus Alexander mellszobra jobbra. PONTIF MAX TR P III COS P P Az Amphitheatrum Flavianum („The Colosseum”). Elölről látható, négy emelettel: az első boltívekkel, a második szobrokat tartalmazó boltívekkel, a harmadik lapos tetejű oromzatos fülkékkel, amelyek szobrokat tartalmaznak, a negyedik pedig négyzet alakú ablakokkal és kör alakú clupea-val; madártávlatból a kör alakú belső tér két néző réteggel is látható. Odakint, balra, Severus Alexander jobbra áll, áldozva egy oltár felett; mögötte a Meta Sudans és egy nagy Sol-szobor áll. Jobbra egy kétszintes kétoszlopos épület, két oromzattal és egy férfiszoborral (Jupiter?)

A szobor utolsó ókori említése a 354-es kronográfia hivatkozása. A Nero kolosszusból ma már semmi sem maradt, kivéve a Colosseum közelében, a második helyen található talapzat alapjait. Lehetséges, hogy 410-ben a római fosztogatás során elpusztult, vagy az ötödik századi földrengések sorozatának egyikében megdőlt, fémét pedig elhordták. Az is lehetséges azonban, hogy a szobor a középkorban még állt, mert Szent Béda (kb. 672–735) verse azt mondja: „Amíg a Kolosszus áll, Róma állni fog, amikor a Kolosszus ledől, Róma is összedől, amikor Róma összedől, a világ is összedől.”
Az egykor márvánnyal borított téglafalú talapzat maradványait 1936-ban Benito Mussolini parancsára eltávolították. Az alapokat 1986-ban feltárták, nyilvánosan megtekinthető.

## Kapcsolata a Colosseummal
Az egyik elmélet szerint a római amfiteátrum, a Colosseum neve erről a szoborról származik.
Szent Béda (kb. 672–735) írt egy híres epigrammát, amely a szobor szimbolikus jelentőségét ünnepelte: „Quandiu stabit coliseus, stabit et Roma; quando cadit coliseus, kadet et Roma; quando cadet Roma, cadet et mundus” („Amíg a Kolosszus áll, Róma állni fog, amikor a Kolosszus ledől, Róma is összedől, amikor Róma összedől, a világ is összedől”). Ezt gyakran félrefordítják, hogy a Colosseumra és ne a Colossusra utaljon (mint például Byron Childe Harold zarándoklata című versében). Abban az időben azonban, amikor Bede írta, a hímnemű coliseus főnevet a szoborra, nem pedig a flaviai amfiteátrumra használta.